# American Jewish Historical Society
American Jewish Historical Society (AJHS) – organizacja założona w 1892 roku z misją promowania świadomości i uznania amerykańskiego żydowskiego dziedzictwa oraz służenia pomocą w badaniach naukowych poprzez gromadzenie, przechowywanie i udostępnianie materiałów związanych z historią amerykańskich Żydów.